# نبرد نانسی (۱۹۴۴ میلادی)
نبرد نانسی در سپتامبر ۱۹۴۴ به مدت ده روز در جبهه شرقی جنگ جهانی دوم بین ارتش مرکزی ایالات متحده و نیروهای شکست خورده آلمان نازی برای دفاع از نانسی، فرانسه در گذرگاه موزل (رود)، شمال و جنوب شهر رخ داد. در نتیجه این نبرد نیروهای آمریکایی نبردشان را در سرتاسر موزل (رود) و آزادسازی نانسی ادامه دادند.

## پیش‌زمینه
هنگامی که ارتش سوم تلاش خود را برای تصرف نانسی آغاز کرد، به مدت پنج روز در موز (رود) به علت کمبود سوخت توقف کردند. در طول این زمان، مدافعان آلمانی در منطقه مواضع خود را تقویت کردند.

درحالی که سپاه بیستم در شمال با تسخیر متز، نانسی و شهرهای مهم دیگر در این منطقه مأموریت به سپاه دوازدهم اختصاص یافت. هنگامی که سپاه دوازدهم این مأموریت را آغاز کرد، قدرت عملیاتی کاملی نداشت. بخش سی‌وپنجم پیاده‌نظام ایالات متحده از سمت جنوب در برابر متفقین دفاع کردند تا زمانی که ارتش هفتم ایالات متحده توانست فاصله را کم کند. در این حال فقط لشکر چهارم زرهی و لشکر هشتادم پیاده‌نظام در دسترس بودند.